# Radio iRATE

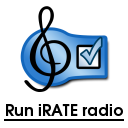
Logo de iRATE radio.

Radio iRATE es un programa que permite descargas de música a través de lo que se ha llamado un «filtro colectivo». Un servidor de radio iRATE contiene una base de datos con metadatos sobre decenas de miles de pistas de música. Los usuarios puntúan las pistas que se descargan, y el servidor correlaciona sus puntuaciones con las de otros usuarios, y utiliza la información para dirigirles preferentemente a descargas de música que haya sido bien valorada entre usuarios con gustos similares. Las pistas se obtienen de páginas web que permiten su descarga legal y gratuita, como Magnatune. El programa está cubierto por la Licencia Pública General de GNU, es decir, es software libre. 
El programa fue desarrollado y mantenido inicialmente por Anthony Jones.
Desde 2008, radio iRATE no está en desarrollo, y en 2010 se anunció el desmantelamiento del proyecto. Cuando el proyecto esté desmantelado, los programas cliente pasarán a ser meros reproductores de música, ya que el ser el filtro comunitario es dependiente de la información del servidor central. En el modo de funcionamiento descrito en este artículo se supone que hay un servidor en funcionamiento.

## Modo detallado de funcionamiento del programa cliente

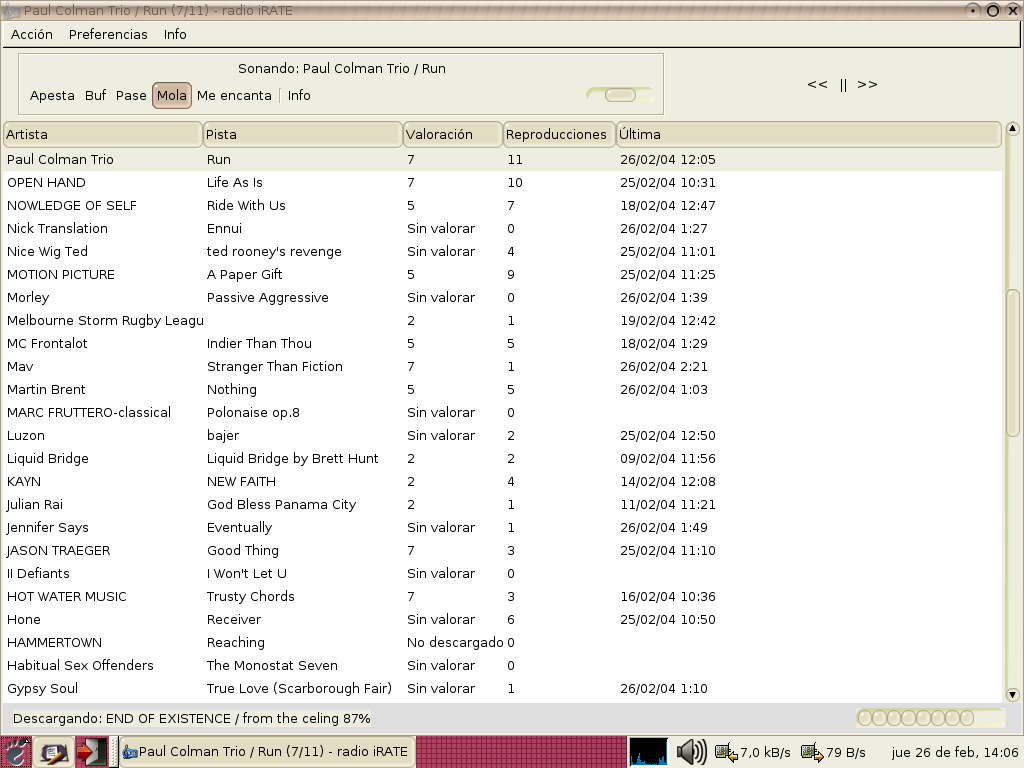
Captura de pantalla de Radio iRATE.

En el primer arranque, se pide al usuario que especifique la dirección del servidor al que va a conectarse, así como el nombre de usuario y clave que va a utilizar.
Se descargan 5 pistas, que el usuario escucha y puntúa. Hay cinco valoraciones posibles: muy negativa (Se clasifica por muy negativa haciendo clic sobre el dibujo de un cubo de basura metálico que está a la izquierda de todas las estrellas, o bien con el botón derecho sobre las estrellas de una canción y clic sobre la opción "Apesta"), negativa, neutra, positiva y muy positiva. A partir de ese momento, el usuario sigue escuchando y puntuando pistas, mientras el programa va conectándose al servidor, actualizando las valoraciones del usuario y correlacionándolas con las de otros usuarios. Salvo la tanda inicial, todas las descargas se hacen de canciones que han sido valoradas positivamente por usuarios con gustos similares al usuario. Una pequeña proporción de pistas se sigue descargando al azar indefinidamente, como estrategia para poder ir valorando la música que se va incorporando a la base de datos.
Es importante notar que radio iRATE no es un programa exclusivamente de descarga, sino que está diseñado para cubrir la experiencia completa: descarga, audición y valoración de la música. Se sugirió en repetidas ocasiones que se hiciera funcionar como una extensión de un reproductor externo, pero finalmente el desarrollo se enfocó a mejorar su funcionamiento como reproductor, más que a acoplarlo a otro programa.
El directorio de descarga de iRATE, se decide durante la instalación, sin embargo se puede ver y editar la ruta de dicho directorio en el archivo XML que está en la ruta C:\Documents and Settings\Nombre de usuario\irate\irate.xml (Ruta en Windows XP) a través de un editor de textos.
La música que se valore como "Apesta", será eliminada de la carpeta de descargas cuando se cierre el programa, sin embargo la información de valoración permanecerá guardada en el archivo trackdatabase.xml, y por tanto no se volverá a descargar.
La dirección de descarga de cada canción que el programa descarga puede verse en el archivo trackdatabase.xml que se encuentra dentro de la mista carpeta elegida para descargar las canciones en la instalación del programa, donde hay una subcarpeta llamada download que es donde se descarga toda la música.

## Radio iRATE y los géneros musicales
Algunos usuarios se han extrañado de que radio iRATE no tenga en cuenta los géneros musicales. La estrategia de radio iRATE es la siguiente: más allá de la clasificación en géneros, en la que no siempre hay consenso, es posible establecer una clasificación por gustos. Con una base de usuarios lo bastante grande (en febrero de 2004, aproximadamente 10 000 usuarios), para cualquier usuario será posible encontrar un conjunto de usuarios con gustos similares. Así, será posible satisfacer interesese peculiares o especializados, que no cabrían en una clasificación sencilla por géneros.

## Versiones, plataformas, desmantelamiento
Radio iRATE mantenía tres ramas: estable (stable), en pruebas (Testing) e inestable (unstable). Para cada rama se mantienen paquetes.deb y.rpm para linux, imágenes.dmg para Mac OS X y ejecutables.exe para Microsoft Windows. En principio, al estar basado en Java, en cualquier plataforma con un navegador y las extensiones de Java actualizadas se puede escuchar radio iRATE.
La rama inestable puede dar algunos problemas, y no llegar a instalarse en Windows XP actualmente (28-2-2007)
La última versión estable de radio iRATE es la 0.3, que se publicó el 4 de febrero de 2004.
La última versión inestable liberada en 2008 incluía la traducción de la interfaz gráfica de usuario al alemán y al castellano, así como una interfaz mejorada y capacidad para detectar las licencias de Creative Commons.
Actualmente (2010) el proyecto no está en desarrollo, y la última persona encargada de mantenerlo, Luke Sleeman, ha anunciado el comienzo de su desmantelamiento.